# Антуан Ведренн
Антуан Ведренн (фр. Antoine Védrenne, 17 вересня 1878 — 13 січня 1937) — французький академічний веслувальник.
Бронзовий призер Олімпійських Ігор 1900 року в складі розпашної двійки зі стерновим.
Чемпіон Європи 1899 (розпашні двійки зі стерновим), 1900 (парні двійки) років, срібний призер 1897 року в складі розпашної двійки зі стерновим, бронзовий призер 1903 року в складі вісімки.